# Edwards Jiménez
Edwards Jiménez (San Gil, Santander, Colombia; 14 de julio de 1981), también conocido como "El Torito de San Gil", es un exfutbolista colombiano. Jugaba como delantero y se retiró en la Universidad de Costa Rica. En la actualidad hace parte del cuerpo técnico de Miami Soccer siendo el entrenador de categorías sub-17.

## Trayectoria
Debutó en Alianza Petrolera donde convirtió su primer gol como profesional. A la siguiente temporada ficha con un club mexicano en la tierra azteca. Jugó para tres equipos en los que anotó 20 goles en 48 partidos.
A su regreso a Colombia llega a la ciudad bonita y con el cuadro leopardo anotó más de 20 goles empezando a tener un renombre importante en el FPC. Para enero del 2008 es contratado por el Junior de Barranquilla con el tiburón. Solo convirtió 1 gol en la primera fase de la Copa Colombia 2008. Para el segundo semestre es cedido a La Equidad Seguros donde de igual forma tan solo convierte 1 gol en los cuartos de final de la Copa Colombia 2008 llegando a la gran final contra Once Caldas consagrándose campeón con el verde capitalino. Sin muchas oportunidades regresa a territorio costeño, esta vez con el cuadro heroico el Real Cartagena. Allí marca 21 goles; 20 por liga y 1 por la Copa Colombia 2010 contra Santafé. Estos goles le valieron para tener su cuarta experiencia internacional con el Caracas FC del fútbol Venezolano. Allí disputó 20 partidos donde marcó tres goles.

## Clubes

### Como jugador
| Club                      | País                | Año                 | Partidos | Goles | Promedio |
| ------------------------- | ------------------- | ------------------- | -------- | ----- | -------- |
| Alianza Petrolera         | Colombia            | 2003                | 2        | 1     | 0.50     |
| Internacional de Acapulco | México              | 2003 - 2004         | 28       | 13    | 0.46     |
| Pioneros Ciudad Obregón   | México              | 2004                | 3        | 1     | 0.33     |
| Potros Neza               | México              | 2005                | 17       | 6     | 0.35     |
| Atlético Bucaramanga      | Colombia            | 2005 - 2007         | 75       | 23    | 0.31     |
| Junior                    | Colombia            | 2008                | 12       | 1     | 0.08     |
| La Equidad                | Colombia            | 2008                | 12       | 1     | 0.08     |
| Real Cartagena            | Colombia            | 2009 - 2010         | 76       | 21    | 0.28     |
| Caracas                   | Venezuela           | 2011                | 20       | 3     | 0.15     |
| Rionegro Águilas          | Colombia            | 2011                | 6        | 1     | 0.17     |
| Deportivo Pasto           | Colombia            | 2012                | 40       | 16    | 0.40     |
| Once Caldas               | Colombia            | 2013 - 2014         | 75       | 20    | 0.27     |
| Cúcuta Deportivo          | Colombia            | 2015                | 15       | 3     | 0.02     |
| Deportivo Pasto           | Colombia            | 2015                | 10       | 2     | 0.18     |
| Boyacá Chicó              | Colombia            | 2016                | 25       | 7     | 0.28     |
| Universidad de Costa Rica | Costa Rica          | 2017                | 20       | 6     | 0.3      |
| Total en su carrera       | Total en su carrera | Total en su carrera | 436      | 125   | 0.29     |

- Resumen estadístico

| Competición                                      | Partidos | Goles | Promedio |
| ------------------------------------------------ | -------- | ----- | -------- |
| Primera División (México, Colombia y Costa Rica) | 403      | 114   | 0.28     |
| Segunda División Colombia                        | 2        | 1     | 0,50     |
| Copa Colombia                                    | 26       | 10    | 0.38     |
| Copas Libertadores                               | 5        | 0     | 0,00     |
| Total en su carrera                              | 436      | 125   | 0.29     |

### Como asistente
| Club        | País     | Año           | Asistente De   | Rol                      |
| ----------- | -------- | ------------- | -------------- | ------------------------ |
| Once Caldas | Colombia | 2018-presente | Hubert Bodhert | Entrenador de delanteros |

## Palmarés

### Campeonatos nacionales
| Título        | Club       | País     | Año  |
| ------------- | ---------- | -------- | ---- |
| Copa Colombia | La Equidad | Colombia | 2008 |